# Daniel Lommatzsch

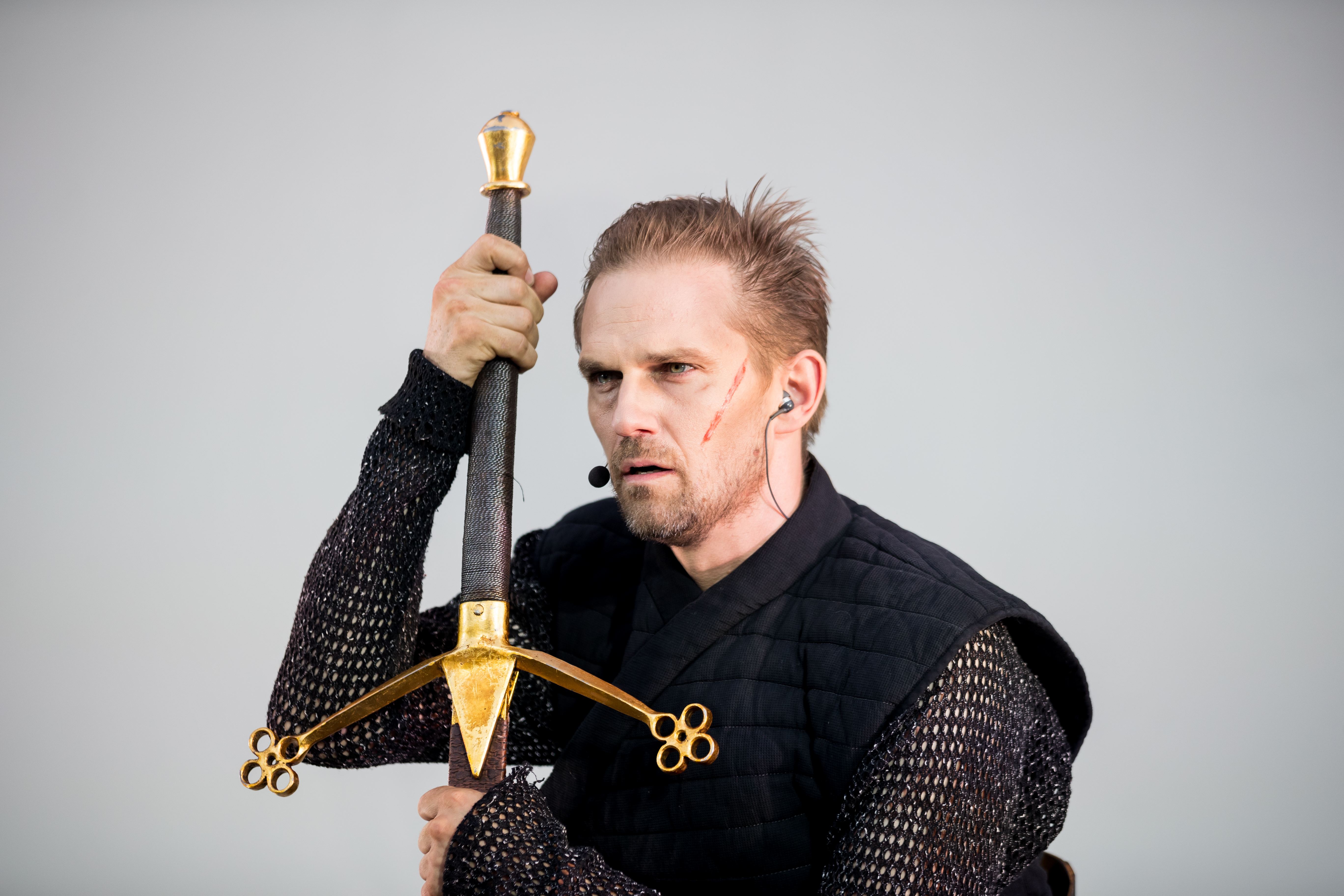
Daniel Lommatzsch 2018 als Dietrich von Bern bei den Nibelungenfestspielen

Daniel Lommatzsch (* 1977 in Hamburg) ist ein deutscher Schauspieler.

## Leben
Lommatzsch absolvierte von 1998 bis 2002 seine Schauspielausbildung an der Hochschule für Schauspielkunst „Ernst Busch“ Berlin. Danach arbeitete er schwerpunktmäßig als Theaterschauspieler. Er hatte Festengagements und Gastverträge am Schauspielhaus Zürich (2002–2005), am Staatstheater Hannover (2005–2008) und am Maxim-Gorki-Theater (2008). Dort spielte er 2008, unter der Regie von Stefan Pucher, in einer modernen Bühnenfassung des Filmklassikers M – Eine Stadt sucht einen Mörder.
Lommatzsch spielte auf der Theaterbühne ein breites Repertoire, das die Stücke der Antike, Dramen von William Shakespeare, die deutschsprachigen Autoren der Klassik und Romantik, aber auch Stücke der Jahrhundertwende, der Moderne und des zeitgenössischen Theaters umfasste.
Zu seinen Bühnenrollen gehörten unter anderem: Richmond in Richard III. (2002, Schauspielhaus Zürich; Regie: Stefan Pucher), Santing in Die Familie Schroffenstein von Heinrich von Kleist (2003, Schauspielhaus Zürich; Regie: Jan Bosse), Achill in Penthesilea (2004, Schauspielhaus Zürich; Regie: Christina Rast), Aumerle in Richard II (2005, Schauspielhaus Zürich; Regie: Elias Perrig), Tempelherr in Nathan der Weise (2005, Schauspiel Hannover), Orin in Trauer muß Elektra tragen von Eugene O’Neill (2006, Schauspiel Hannover; Regie: Wilfried Minks) und der Prinz von Guastalla in Emilia Galotti (2007, Schauspiel Hannover; Regie: Wilfried Minks), Sekretär Wurm in Kabale und Liebe (2008, Schauspiel Hannover; Regie: Nuran David Calis). Am Schauspielhaus Hannover spielte er, „blauäugig, blond und perfekt gebaut“ 2006 außerdem die Titelrolle in einer Bühnenfassung des Romans Bekenntnisse des Hochstaplers Felix Krull.
Seit der Spielzeit 2009/10 ist Lommatzsch festes Ensemblemitglied am Thalia Theater in Hamburg. Dort trat er u. a. als Lady Gwendolen Fairfex [sic!, als Travestie-Rolle] in Bunbury (2009; Regie: Anna Bergmann) auf. in der Spielzeit 2011/12 übernahm er am Thalia Theater die Titelrolle in Dantons Tod in einer Neuinszenierung von Jette Steckel.
2014 erhielt er gemeinsam mit dem Ensemble (Julian Greis, Mirco Kreibich, Rafael Stachowiak, Thomas Niehaus, Jörg Pohl, André Szymanski und Sebastian Zimmler) für die Aufführung von Moby Dick im Hamburger Thalia Theater den Rolf-Mares-Preis. In der Spielzeit 2015/16 trat er als Gast an den Münchner Kammerspielen auf. In der Spielzeit 2016/17 gastierte er am Schauspielhaus Zürich als Haimon in Antigone (Premiere: September 2016, Regie: Stefan Pucher). Seit 2019 ist er Ensemblemitglied am Schauspielhaus Zürich.
Lommatzsch übernahm seit Ende der 1990er Jahre auch einige Fernseh- und Filmrollen. Der Schwerpunkt seiner künstlerischen Tätigkeit ist jedoch weiterhin die Theaterarbeit. Er hatte zunächst einige kleinere Rollen in Kinofilmen, später kamen auch Fernseharbeiten hinzu. In dem Kinofilm Der Baader Meinhof Komplex (2008) spielte er den RAF-Terroristen Christian Klar.
In der ZDF-Krimireihe Stubbe – Von Fall zu Fall war er 2010 als Jonas Brauer zu sehen; er spielte einen Hamburger Drittliga-Fußballspieler und Teamkameraden des Mordopfers. 2011 verkörperte er in der Tatort-Folge Der illegale Tod die Rolle des Klaus Kastner; er spielte einen Polizisten der Wasserschutzpolizei, der aufgrund eines EU-Einsatzes zur Flüchtlingsbekämpfung im Mittelmeer unter einer posttraumatischen Störung leidet.
Episodenrollen hatte er in den Fernsehserien Alarm für Cobra 11 – Die Autobahnpolizei (2010), SOKO Wismar (2011; als psychisch auffälliger und zu Gewaltausbrüchen neigender Tatverdächtiger Felix Klein), Die Pfefferkörner (2012; als Krankenpfleger Henning Kruse), Küstenwache (2013; als Enne Friedmann, der tatverdächtige Ex-Freund der Bootsfrau Pia Cornelius) und Der Kriminalist (2014; als Polizeibeamter Mischa Everberg und Kollege des Mordopfers). Im Oktober 2016 war Lommatzsch in einer Episodenrolle in der ZDF-Serie SOKO Köln zu sehen, er spielte den unter Tatverdacht stehenden Architekten Florian Waldorf. Im April 2018 folgte eine weitere Episodenhauptrolle, diesmal in der seit März 2018 ausgestrahlten, neuen ZDF-Serie SOKO Hamburg als Jura-Student Mark Jakobshagen, der Sohn eines reichen Hamburger Ruderclub-Präsidenten. Im November 2018 war Lommatzsch in der 18. Staffel der ZDF-Serie SOKO Leipzig in einer Episodenhauptrolle zu sehen; er verkörperte den Journalisten Aleksander Gretzky, der unter Verdacht steht, seine Lebensgefährtin getötet zu haben. Im 25. Fall der ZDF-Krimireihe Marie Brand, Marie Brand und das Spiel mit dem Glück (Erstausstrahlung: April 2019) spielte Lommatzsch den tatverdächtigen älteren Sohn eines ermordeten Spielautomaten-Betreibers, der mittlerweile als Suchtberater arbeitet, und mit den Geschäften seines Vaters nichts mehr zu tun haben will.
Lommatzsch lebt in Hamburg.

## Filmographie (Auswahl)
- 2000: Tamigotcha (Kurzfilm)
- 2001: Null Uhr 12
- 2003: Identity Kills
- 2003: Mein Name ist Bach
- 2004: Sennentuntschis Tod (Kurzfilm)
- 2006: Wolfstraum (Kurzfilm)
- 2008: Der Baader Meinhof Komplex
- 2010: Alarm für Cobra 11 – Die Autobahnpolizei – Cyberstorm (Fernsehserie)
- 2010: Stubbe – Von Fall zu Fall – Verräter (Fernsehreihe)
- 2011: SOKO Wismar – Genug (Fernsehserie)
- 2011: Tatort: Der illegale Tod (Fernsehreihe)
- 2012: Die Pfefferkörner – Diebstahl im Krankenhaus (Fernsehserie)
- 2013: Küstenwache – Pias Albtraum (Fernsehserie)
- 2014: Der Kriminalist – Das Liebste, was ich habe (Fernsehserie)
- 2015: Brandmal (Fernsehfilm)
- 2016: Großstadtrevier – Die Rabenmutter (Fernsehserie)
- 2016: SOKO Köln – Unerwartete Begegnung (Fernsehserie)
- 2018: SOKO Hamburg – Hansa Harmonia (Fernsehserie)
- 2018: SOKO Leipzig – Die Intrige (Fernsehserie)
- 2019: Marie Brand und das Spiel mit dem Glück (Fernsehreihe)
- 2020: Das Geheimnis des Totenwaldes (Fernsehfilm)
- 2021: Heute stirbt hier Kainer (Fernsehfilm)
- 2022: WaPo Bodensee – Schlechte Energien (Fernsehserie)
- 2022: Tatort: Die Blicke der Anderen (Fernsehreihe)
- 2023: Origin
- 2024: Morden im Norden – Nichts zu verlieren (Fernsehserie)
- 2025: Das zweite Attentat (Fernsehserie)

## Hörspiele
- 2006: Schorsch Kamerun: Ein Menschenbild, das in seiner Summe Null ergibt – Regie: Schorsch Kamerun (WDR)